# Éric Ramos
Éric Fabián Ramos Jara (Carapeguá, 12 maggio 1987) è un calciatore paraguaiano, centrocampista dell'Independiente.

## Palmarès

### Club

#### Competizioni nazionali
- Segunda División de Paraguay: 1

Rubio Nu: 2008
- Campionato azero: 1

Neftchi Baku: 2012-2013
- Coppa dell'Azerbaigian: 2

Neftchi Baku: 2012-2013, 2013-2014